# Som do Amor
Som do Amor é o décimo nono álbum de Cristina Mel lançado em março de 2011 pela gravadora MK Music, com produção musical de Paulo César Baruk e Emerson Pinheiro.

## Antecedentes
Em 2009, após regressar a gravadora MK Music, Cristina Mel lançou o álbum Ame Mesmo Assim, que contou com a música "Milagres", de Anderson Freire, e produção musical de Rogério Vieira. O projeto, musicalmente considerado de "transição", não teve tanta notoriedade como os anteriores.

## Gravação
Som do Amor foi produzido pelos cantores e tecladistas Paulo César Baruk e Emerson Pinheiro, que até então nunca tinham produzido a cantora. Na época, Baruk disse que "Foi uma grande honra produzir, e dividir com o Emerson (que é pra mim um grande professor na área musical), um trabalho da Cristina, que é uma cantora que eu admiro há tanto tempo". Já Emerson afirmou que "é muito bom trabalhar com alguém que é referência pra você".
O repertório é predominantemente inédito, com uma regravação da música "Jerusalém e Eu", originalmente gravada pela cantora Denise Cerqueira no álbum Meu Clamor (1998). A cantora Fernanda Brum participa em "Consolo para o Inconsolável", composição de Ludmila Ferber originalmente gravada no álbum Ainda Há Tempo (2006).

## Lançamento e recepção
| Críticas profissionais | Críticas profissionais |
| Avaliações da crítica  | Avaliações da crítica  |
| Fonte                  | Avaliação              |
| ---------------------- | ---------------------- |
| Casa Gospel            | (favorável)            |
| Super Gospel           | (favorável)            |

Som do Amor foi lançado em 2011 pela gravadora MK Music e recebeu críticas favoráveis. Alex Eduardo, para o Casa Gospel, afirmou que o projeto era superior ao anterior Ame Mesmo Assim. Ele também definiu o repertório como "maduro e um regresso da cantora em grandes interpretações". Rafael Ramos, em crítica para o Super Gospel, disse que "Cristina Mel acertou em cheio ao apostar na dupla Paulo César Baruk e Emerson Pinheiro para produzir esse trabalho" e fez elogios ao repertório e as interpretações da cantora.
Após o lançamento do álbum, foi feito o videoclipe da canção-título, que foi composta por Davi Fernandes e Renato César.

## Faixas
1. Som do Amor (Davi Fernandes e Renato César)
2. Leva-me ao Teu Coração (Cristina Mel e Adelso Freire)
3. Nas Mãos de Deus (Robson Ras)
4. Jerusalém e Eu (Josué Teodoro)
5. A Prova Eu Venci (Júnior Maciel e Josias Teixeira)
6. Consolo Para o Inconsolável (part. Fernanda Brum) (Ludmila Ferber)
7. Um Milagre (Anderson Freire)
8. Embaixador de Deus (Jozy Santos)
9. Mais Santo (Cristina Mel e Adelso Freire)
10. Sinto Falta (Anderson Pontes)
11. Depois Que o Sol Nascer (Daniel e Samuel)
12. Lágrimas de Mãe (part. Jairo Bonfim) (Cristina Mel e Adelso Freire)
13. Rio 2016 (Solange de César, Beno César e Davi César)

## Ficha Técnica
- Produção executiva: MK Music
- Produção de voz: Jairo Bonfim
- Masterização: Renato Luiz
- Fotos: Ronaldo Rufino
- Criação de capa: MK Music

Músicas 3, 4, 6, 8, 11 e 13:
- Produção música e arranjos: Paulo César Baruk
- Arranjos de cordas: Ronaldo Oliveira
- Piano: Leandro Rodrigues
- Teclados, programação e loops: André Calore
- Guitarras e violões: Cacau Santos
- Violões na música "Nas Mãos de Deus": Eduardo Victorino
- Baixo: Fábio Aposan
- Bateria: Tarcísio Buiochy
- Violinos: Aramis Rocha, Robson Rocha, Rodolfo Lota e Guilherme Sotero
- Violas: Eduardo Cordeiro Jr. e Daniel Pires
- Cello: Deni Rocha
- Vocal: Queila Martins, Denise Ueno, Jéssica Augusto, Ellis Negrês, Gustavo Mariano, Melk Villar e Samuel Mizrahy
- Gravação de voz no Estúdio Emerson Pinheiro (RJ)
- Gravação de base nos estúdios Baeta e Salluz (SP)
- Gravação de cordas no Estúdio Guidom (SP) por Edielson Aureliano
- Gravação de vocal no Estúdio Baeta (SP) por Luciano Marciani
- Mixagem: Renato Bolonha

Músicas 1, 2, 5, 7, 9, 10 e 12:
- Produção musical e arranjos: Emerson Pinheiro
- Pianos: Emerson Pinheiro
- Teclados, loops e cordas: Tadeu Chuff
- Guitarras e violões: Sérgio Knust
- Baixo: Douglas Vianna
- Bateria e percussão: Leonardo Reis
- Vocal: Joelma Bonfim, Josy Bonfim, Jairo Bonfim, Adiel Ferr e Jéssica Ramalho
- Gravado e mixado no Estúdio Emerson Pinheiro (RJ) por Renato Luiz

## Clipes
| Música      | Lançamento         |
| ----------- | ------------------ |
| Som do Amor | 7 de julho de 2011 |